# Prolifération nucléaire

Carte des États dotés de l'arme nucléaire en 2015 :
États possédant l'arme nucléaire (États-Unis, Russie, Royaume-Uni, France, Chine) et ont signé le Traité sur la non-prolifération des armes nucléaires.
États possesseurs de l'arme nucléaire (Inde, Pakistan, Corée du Nord mais n'ont pas signé le Traité sur la non-prolifération des armes nucléaires.
État possédant l'arme nucléaire sans reconnaissance officielle (Israël).
États hébergeant l'arme nucléaire à travers l'OTAN à cette date (Belgique, Allemagne, Pays-Bas, Italie, Turquie).
États anciennement dotés de l'arme nucléaire (Biélorussie, Kazakhstan, Ukraine, Afrique du Sud).
État membre de l'OTSC hébergeant l'arme nucléaire (Biélorussie).

La prolifération nucléaire est l'expression utilisée dans les relations internationales pour décrire l'accroissement du nombre d'États dotés de l'arme nucléaire ou qui cherchent à s'en doter. Lui est associée l'expression non-prolifération nucléaire qui désigne les politiques et moyens mis en œuvre par la communauté internationale et certains États pour empêcher ou du moins limiter la prolifération nucléaire.
À la fin de 2019, huit États souverains avaient ouvertement testé avec succès des armes nucléaires. Un neuvième État, Israël, est soupçonné d'avoir des armes nucléaires sans jamais l'avoir reconnu publiquement. Le Traité sur la non-prolifération des armes nucléaires (TNP) entré en vigueur en 1970 est l'instrument principal de la communauté internationale pour empêcher la prolifération et contrôler l'usage civil des matières et des technologies nécessaires au développement d'armes nucléaires. Depuis 1945, plus d'une trentaine d'États ont mené un programme nucléaire militaire, mais plus d'une vingtaine y ont mis fin et ratifié le TNP, parmi lesquels l'Afrique du Sud, seul État à avoir possédé l'arme nucléaire et à l'avoir démantelée.
Depuis l'entrée en vigueur du TNP, deux États, l'Inde et le Pakistan, qui ne l'ont pas signé, effectuent en 1998 leurs premiers essais d'armes nucléaires et disposent d'une force nucléaire opérationnelle. La Corée du Nord déclare se retirer du TNP en 2003 et procède à six essais nucléaires entre 2006 et 2017 ; l'opacité du pays est telle qu'il n'existe pas de certitude, début 2020, sur le caractère opérationnel de ces armes. Le programme nucléaire de l'Iran, État signataire du TNP sous le régime du Shah, est le sujet de vives tensions internationales depuis 2006.

## Historique
Le monde entre dans l'ère nucléaire le 16 juillet 1945, quand les forces armées des États-Unis réalisent avec succès le premier essai (Trinity) d'une arme nucléaire dans le cadre du projet Manhattan, prélude aux bombardements atomiques d'Hiroshima et de Nagasaki. Tout en poursuivant le programme nucléaire américain, Truman engage les États-Unis sur la voie de l'interdiction des armes nucléaires dans le cadre des Nations unies nouvellement créées, où en juin 1946, les États-Unis présentent un plan, dit plan Baruch, faisant des propositions de contrôle des matières fissiles et d'arrêt du développement des armes nucléaires. Ce plan est rejeté par les Soviétiques qui poussent au maximum le développement de leur bombe atomique et font un premier essai nucléaire en août 1949. Tout espoir sérieux d'élimination des armes nucléaires est complètement abandonné au début des années 1950.

### Le nucléaire, enjeu de la guerre froide

#### Politique nucléaire des «blocs»
| État                                        | Arsenal nucléaire | 1950 | 1960   | 1970   | 1980   | 2023  |
| ------------------------------------------- | ----------------- | ---- | ------ | ------ | ------ | ----- |
| Drapeau de la République populaire de Chine | Chine             |      |        | 75     | 205    | 410   |
| Drapeau de la Corée du Nord                 | Corée du Nord     |      |        |        |        | 30    |
| Drapeau des États-Unis                      | États-Unis        | 299  | 18 638 | 26 008 | 24 104 | 5 244 |
| Drapeau de la France                        | France            |      |        | 36     | 250    | 290   |
| Drapeau de l'Inde                           | Inde              |      |        |        |        | 164   |
| Drapeau d’Israël                            | Israël            |      |        | 8      | 31     | 90    |
| Drapeau du Pakistan                         | Pakistan          |      |        |        |        | 170   |
| Drapeau du Royaume-Uni                      | Royaume-Uni       |      | 42     | 394    | 492    | 225   |
| Drapeau de la Russie                        | Russie (ex URSS)  | 5    | 1 605  | 11 643 | 30 062 | 5 889 |

Les États-Unis et l'Union soviétique entament une course aux armements nucléaires qui dure jusque dans les années 1980 et ne connaît une certaine modération que durant les dernières années de la guerre froide. La première préoccupation des deux Grands est de conserver leur quasi-monopole de l'arme nucléaire. Les États-Unis n'ont pu empêcher le Royaume-Uni, associé un temps au projet Manhattan, de poursuivre seul son programme nucléaire, puis la France de conduire son programme nucléaire militaire avec un haut degré de priorité à partir de 1954 sans l'aide américaine. Même si des divergences de vues existent, ces trois États sont les piliers de l'Alliance atlantique garante de la sécurité du monde occidental. Mais, en échange de la garantie de sécurité qu'ils leur accordent, les Américains ne veulent pas que d'autres pays alliés du Bloc de l'Ouest, en Europe comme en Asie, ne deviennent à leur tour des puissances nucléaires. À l'Est, les Soviétiques aident à partir de 1955 les Chinois à mener leur programme nucléaire démarré depuis 1952, mais ils stoppent toute assistance en 1959 lorsque les relations entre les deux pays se détériorent fortement. La Chine est freinée dans ses ambitions mais parvient à réaliser en 1964 un premier essai nucléaire, devenant ainsi la cinquième puissance nucléaire.

#### Facteurs de la prolifération
La conduite à son terme d'un programme nucléaire militaire est techniquement complexe et coûteuse, ce qui la met d'emblée hors de portée de nombreux États. Mais la décision de mener ou non une telle entreprise ne se résume pas à ce simple facteur et obéit à des motivations politiques bien plus complexes. Des États à l'époque peu développés comme la Chine ou le Pakistan ont pu avoir la bombe atomique en y consacrant des moyens importants et en bénéficiant d'apports extérieurs publics ou secrets.
Pour certains États, l'arme nucléaire est perçue comme une garantie de survie. Convaincu que seules la science et la technologie pourraient fournir à Israël l'avantage qualitatif nécessaire pour surmonter une population, des ressources et une taille inférieures à celles des pays arabes qui l'entourent, Ben Gourion engage le pays dans un programme nucléaire à vocation militaire dès le début des années 1950. Israël fabrique, probablement avant la guerre des Six Jours en 1967, trois bombes nucléaires rudimentaires mais susceptibles d'être larguées d'avion.
Le fait que les cinq membres permanents du Conseil de sécurité de l'ONU aient voulu détenir l'arme nucléaire illustre le fait que la posséder est perçu avant tout comme une condition sine qua non pour peser dans les relations internationales. Comparativement à celui des États-Unis ou de l'Union soviétique, l'arsenal des trois autres est réduit, mais jugé suffisant pour faire jouer la dissuasion nucléaire dans une optique purement défensive et de stricte suffisance largement théorisée en France.
Durant la guerre froide, la plupart des États capables de développer l'arme nucléaire préfèrent assurer leur sécurité par le biais d'alliances avec les États-Unis. C'est le cas des pays d'Europe de l'Ouest dont l'Allemagne et l'Italie via l'Alliance atlantique ou du Japon via une alliance bilatérale. Le cas de ces trois pays montre aussi le poids des facteurs historiques, politiques et psychologiques dans cette décision : le passé de la Seconde Guerre mondiale, l'opposition absolue de l'Union soviétique, le traumatisme d'Hiroshima et Nagasaki ou encore le pacifisme de la population leur interdisent l'accès à l'arme nucléaire mais pas au nucléaire civil et les contraignent à participer activement au régime mondial de non-prolifération nucléaire.
Dans le cadre de ces alliances, ces trois pays et quelques autres en Europe et en Asie abritent sur leur sol des armes nucléaires américaines, sans aucunement avoir le contrôle de leur emploi.

#### Mise en place d'un cadre global de lutte contre la prolifération
| Signé | Libellé                                                                            |
| ----- | ---------------------------------------------------------------------------------- |
| 1959  | Traité sur l'Antarctique                                                           |
| 1963  | Traité d'interdiction partielle des essais nucléaires                              |
| 1967  | Traité de l'espace                                                                 |
| 1967  | Traité de Tlatelolco                                                               |
| 1968  | Traité sur la non-prolifération des armes nucléaires                               |
| 1971  | Traité de désarmement sur le fond des mers et des océans                           |
| 1979  | Traité sur la Lune                                                                 |
| 1985  | Traité de Rarotonga                                                                |
| 1991  | Protocole de Lisbonne avec la Biélorussie, l'Ukraine et le Kazakhstan              |
| 1995  | Traité de Bangkok                                                                  |
| 1996  | Traité de Pelindaba                                                                |
| 1996  | Traité d'interdiction complète des essais nucléaires (TICE) (non ratifié fin 2019) |
| 2006  | Traité de Semipalatinsk                                                            |
| 2015  | Accord de Vienne sur le nucléaire iranien (PAGC)                                   |
| 2017  | Traité sur l’interdiction des armes nucléaires                                     |

Dans son discours spectaculaire dit Atoms for Peace du 8 décembre 1953 devant l'Assemblée générale de l'ONU, le président Eisenhower propose qu'une partie des matières fissiles permettant de produire des bombes nucléaires soit mise sous contrôle d'une Agence internationale de l'énergie atomique sous les auspices de l'ONU,. Ces produits serviraient au développement des applications pacifiques de l'énergie atomique, et seraient utilisés par de nombreux pays. Les négociations, que les Soviétiques acceptent d'ouvrir fin 1953 sur ces propositions, aboutissent fin 1956 au vote des statuts de l'AIEA à l'ONU. La recherche d'accords de limitation des armes nucléaires est un des thèmes sur lesquels les Nations unies sont les plus actives tout au long de la guerre froide.
À partir de 1963, les dirigeants américains et soviétiques tirent les leçons des crises de Berlin et de Cuba qui ont conduit le monde au bord de la guerre nucléaire et s'engagent vers davantage de coopération selon deux axes, la limitation de la prolifération nucléaire d'une part, le plafonnement puis la réduction de leurs armements nucléaires d'autre part.
En mars 1963, Kennedy exprime publiquement sa crainte que, dans les années 1970, jusqu'à 25 nations aient des armes nucléaires. En août 1963, les deux Grands et le Royaume-Uni signent le traité d'interdiction partielle des essais nucléaires (TIPN) qui présente le double intérêt de montrer pour la première fois leur capacité à coopérer dans le domaine nucléaire, sans qu'il leur en coûte puisqu'ils peuvent mener des essais souterrains, et de poser un premier jalon de lutte contre la prolifération, bien que ni la France, ni la Chine ne le signent,. La Chine procède en 1964 à son premier essai devenant ainsi la cinquième puissance nucléaire dans le monde.
À cette date, une dizaine d'États, outre les cinq puissances nucléaires, poursuivent des recherches nucléaires militaires. Johnson et Brejnev décident de poursuivre dans la voie initiée par Kennedy et Khrouchtchev. En août 1965, les États-Unis déposent un premier projet de traité sur la non-prolifération nucléaire (TNP) devant le Comité des dix-huit puissances sur le désarmement de l'ONU. Après deux ans de négociations, Américains et Soviétiques parviennent à un accord sur un texte commun. Après adoption par l'Assemblée générale de l'ONU, le TNP est ouvert à la signature le 1er juillet 1968. Les cinq États dotés d'armes nucléaires(EDAN) s'engagent à ne pas transférer d'armes nucléaires aux États non dotés (ENDAN) et à ne pas les aider à en fabriquer ou à en acquérir. En application de ce traité, les États signataires non dotés d'armes nucléaires (ENDAN) ont contracté l'obligation de soumettre aux garanties de l'AIEA toutes leurs matières nucléaires aux fins de s'assurer que lesdites matières ne sont pas détournées vers un usage militaire,. À son entrée en vigueur en mars 1970, 46 États l'ont signé dont des États qui ont mené un programme nucléaire comme la Corée du Sud, l'Iran, l'Iraq, la Suède ou la Suisse. En revanche, à cette date, l'Afrique du Sud, la Chine, la Corée du Nord, la France, l'Inde et Israël ne l'ont pas signé.

#### Échecs et succès de la non-prolifération dans les années 1980
La guerre froide et la course aux armements nucléaires entre les deux Grands reprennent dans les années 1980, ce qui a pour effet de focaliser à nouveau leur diplomatie sur leur face à face et de contrarier parfois les objectifs de non-prolifération. Ainsi, les États-Unis ignorent le programme d’armes nucléaires du Pakistan en raison du rôle de ce pays dans la lutte contre les forces soviétiques en Afghanistan. Pendant ce temps, l'Irak, la Corée du Nord et l'Afrique du Sud peuvent poursuivre leurs efforts nucléaires dans un secret relatif. Au cours de cette décennie, l'Iran commence à acquérir secrètement des technologies liées à l'enrichissement d'uranium auprès de fournisseurs pakistanais.
Mais des succès sont aussi enregistrés. Le programme secret d'armes nucléaires de Taiwan est abandonné sous la pression américaine. La déclaration conjointe de l'Argentine et du Brésil de ne poursuivre la technologie nucléaire qu'à des fins pacifiques apaise les craintes d'une course aux armements nucléaires entre les deux principales puissances régionales. Le traité de Rarotonga institue une ZEAN dans le Pacifique Sud et la conclusion d'une zone exempte d'armes nucléaires dans le Pacifique Sud. En outre, 30 nouveaux États signent le TNP au cours de la décennie, dont la Corée du Nord.

#### Années 1990, transition vers un monde multipolaire
Pour un article plus général, voir Géopolitique des années 1990.
La chute des régimes communistes en Europe et la dislocation de l'URSS marquent la fin de la guerre froide. Héritière de l'URSS, la Russie est en crise durant toute la décennie 1990 et ne joue plus un rôle déterminant sur la scène internationale, bien qu'elle conserve l'arsenal nucléaire soviétique. Outre la Russie trois des nouveaux États issus de l'URSS ont sur leur sol des armes nucléaires stratégiques : la Biélorussie, le Kazakhstan et l'Ukraine,. Un accord, dit Protocole de Lisbonne, est conclu le 23 mai 1992 avec ces trois nouvelles républiques, qui stipule que la Russie est le seul État autorisé à détenir des armes nucléaires stratégiques sur le territoire de l'ancienne URSS et que les trois autres États démantèleront les leurs, évitant ainsi toute prolifération,,.
Affaibli par les sanctions économiques et au ban de la communauté internationale, l'Afrique du Sud change radicalement de politique à partir de 1990 en mettant fin à l'apartheid et, sur le plan militaire, en détruisant ses six armes nucléaires et en signant le TNP en 1991.
En revanche, l'Inde et le Pakistan font exploser des bombes nucléaires en 1998, montrant que dans le domaine nucléaire comme dans les autres dimensions de la géopolitique, la transition vers un monde multipolaire est en marche. Pour autant l'attrait pour les questions nucléaires diminue dans le monde, les enjeux de sécurité nationale passant pour un temps au second plan. Ce contexte est propice à de nouvelles avancées de contrôle et de limitation de la prolifération nucléaire : le traité de Bangkok et le traité de Pelindaba instituent deux nouvelles zones exemptes d'armes nucléaires, respectivement en Asie du Sud-Est et en Afrique, et surtout le traité d'interdiction complète des essais nucléaires qui constitue une barrière d'entrée supplémentaire à l'accès au nucléaire est signé en 1996.

### Nouvelles proliférations nucléaires auXXIesiècle
Les deux premières décennies du XXIe siècle connaissent un bilan contrasté. Le regain de tensions entre les puissances mondiales et l'avènement de puissances régionales, parachèvent l'émergence d'un monde multipolaire, plus favorable à la prolifération nucléaire. Dans le même temps, la prise de conscience des conséquences écologiques d'une guerre nucléaire, les interrogations sur la légitimité morale et juridique de l'arme nucléaire et les courants pacifistes jouent en faveur de la poursuite de la lutte contre la prolifération nucléaire.

#### Trois nouvelles puissances nucléaires
L'Inde lance un programme d'énergie nucléaire en 1948 et un programme d'explosifs nucléaires en 1964 ; elle procède en mai 1974 à une « explosion nucléaire pacifique » souterraine condamnée dans le monde entier ; dans le même temps, l'Inde et le Pakistan mènent une politique active en faveur du désarmement nucléaire ; ils s'opposent au TNP qui consacre l'existence de puissances nucléaires sans que celles-ci s'engagent en des termes précis à éliminer à terme leurs armes nucléaires. Ce n'est qu'au seuil du XXIe siècle, refusant toujours de signer le TNP, que l'Inde et le Pakistan deviennent en 1998 les 7e et 8e puissances nucléaires mondiales,. En 2020, elles disposent chacune d'une force nucléaire opérationnelle constituée d'environ 150 ogives nucléaires, de missiles à moyenne portée et d'avions porteurs.
Bien que l'Inde, le Pakistan et la Chine aient historiquement soutenu l'idée d'abolir les armes nucléaires, les trois nations se sont engagées durant ce siècle sur la voie d'un renforcement constant de leurs capacités stratégiques. Cette expansion reflète leur conviction que l'abolition mondiale des armes nucléaires est improbable, tandis que les menaces à la sécurité auxquelles elles sont confrontées exigent un investissement solide dans leurs moyens de dissuasion nucléaire.
La Corée du Nord se retire du TNP en 2003. En procédant à un premier essai nucléaire en 2006, elle est le neuvième État à accéder au rang de puissance nucléaire. Cet essai est suivi de cinq autres essais entre 2009 et 2017 et du lancement de missiles balistiques, provoquant des tensions extrêmes avec les États-Unis. Début 2020, la Corée du Nord continue de développer son arsenal de bombes nucléaires et de missiles balistiques, et la Corée du Sud renforce sa défense antimissile,.

#### Des progrès limités dans la lutte contre la prolifération
En vigueur depuis 1970, le TNP demeure la clef de voute de la lutte contre la prolifération nucléaire. À fin 2019, le traité a été ratifié par 191 États. Cinquante ans après sa signature, son bilan est en demi-teinte : les États démocratiques qui l'ont signé en ont respecté les termes, renonçant effectivement à se procurer l'arme nucléaire, mais plusieurs États à régime autoritaire ont poursuivi leurs activités nucléaires militaires bien après l'avoir signé, en dépit des garanties de l'AIEA.
Le TNP est complété par trois régimes multilatéraux de contrôle des exportations et de lutte contre la prolifération, en place fin 2019 : le Comité Zangger, le Régime de contrôle de la technologie des missiles, et l’Arrangement de Wassenaar. Ces « régimes de fournisseurs » sont des clubs informels d'États qui s'accordent sur des règles communes à respecter dans le domaine des exportations des biens et des technologies pouvant contribuer au développement, à l’acquisition et à l’utilisation des armes nucléaires,.
L'acquisition de vecteurs capables d'emporter une charge nucléaire n'est pas difficile puisque le commerce des missiles n'est pas couvert par le traité sur la non-prolifération nucléaire. Toutefois, deux accords restreignent le commerce balistique : le Régime de contrôle de la technologie des missiles (MTCR) établi en 1987, et le Code de conduite de La Haye contre la prolifération des missiles balistiques (HCOC) établi en 2002. Mais les États n’y participent que sur une base volontaire, et leurs directives sont non-contraignantes.
Les instances multilatérales du désarmement n'enregistrent plus d'avancées depuis le début du siècle. Le traité d'interdiction complète des essais nucléaires (TICE) signé en 1996 n'est toujours pas ratifié. La Conférence du désarmement à Genève et la Commission du désarmement de l'ONU,.
La création d'une zone exempte d'armes nucléaires au Moyen-Orient est au point mort depuis qu'en 1995 une résolution en ce sens est adoptée dans le cadre de la conférence quinquennale d'examen du TNP. La conférence d'examen de 2010 relance la mise en œuvre de cette résolution en prévoyant notamment la tenue d'une conférence dédiée à cette question en 2012. Israël, soutenu par les États-Unis, conditionne sa participation au règlement préalable du conflit israélo-palestinien. Dans le même temps l'accord JCPoA avec l'Iran est caduc et les autres puissances régionales, la Turquie et l'Arabie saoudite, laissent entendre publiquement leur intérêt pour le nucléaire. En Turquie, Erdogan déclare ; « Certains États disposent de l’arme nucléaire, pourquoi devrai-je ne pas en avoir également ? Je n’accepte pas cela ». Ces incertitudes relatives à la non-prolifération nucléaire au Moyen-orient affaiblissent le TNP,,.

#### Désarmement nucléaire: utopie ou objectif à long terme?
Le traité sur l'interdiction des armes nucléaires (TIAN) est adopté à l'Assemblée générale de l'ONU en 2017 par 122 voix pour sur 124 votes,. Aucune des puissances nucléaires ne l'a voté, ce qui le prive de toute portée pratique, mais son impact politique n'est pas négligeable et il renforce l'action des ONG anti-nucléaires. La France considère que « le TIAN est un texte inadapté au contexte sécuritaire international marqué par la résurgence des menaces d’emploi de la force, le réarmement nucléaire russe, les tensions régionales et les crises de prolifération »,. Le Honduras est le 24 octobre 2020 le cinquantième État à l'avoir ratifié, ce qui ouvre la voie à son entrée en vigueur 90 jours plus tard en janvier 2021.

## Pays détenteurs de l'arme nucléaire

### Neuf puissances nucléaires

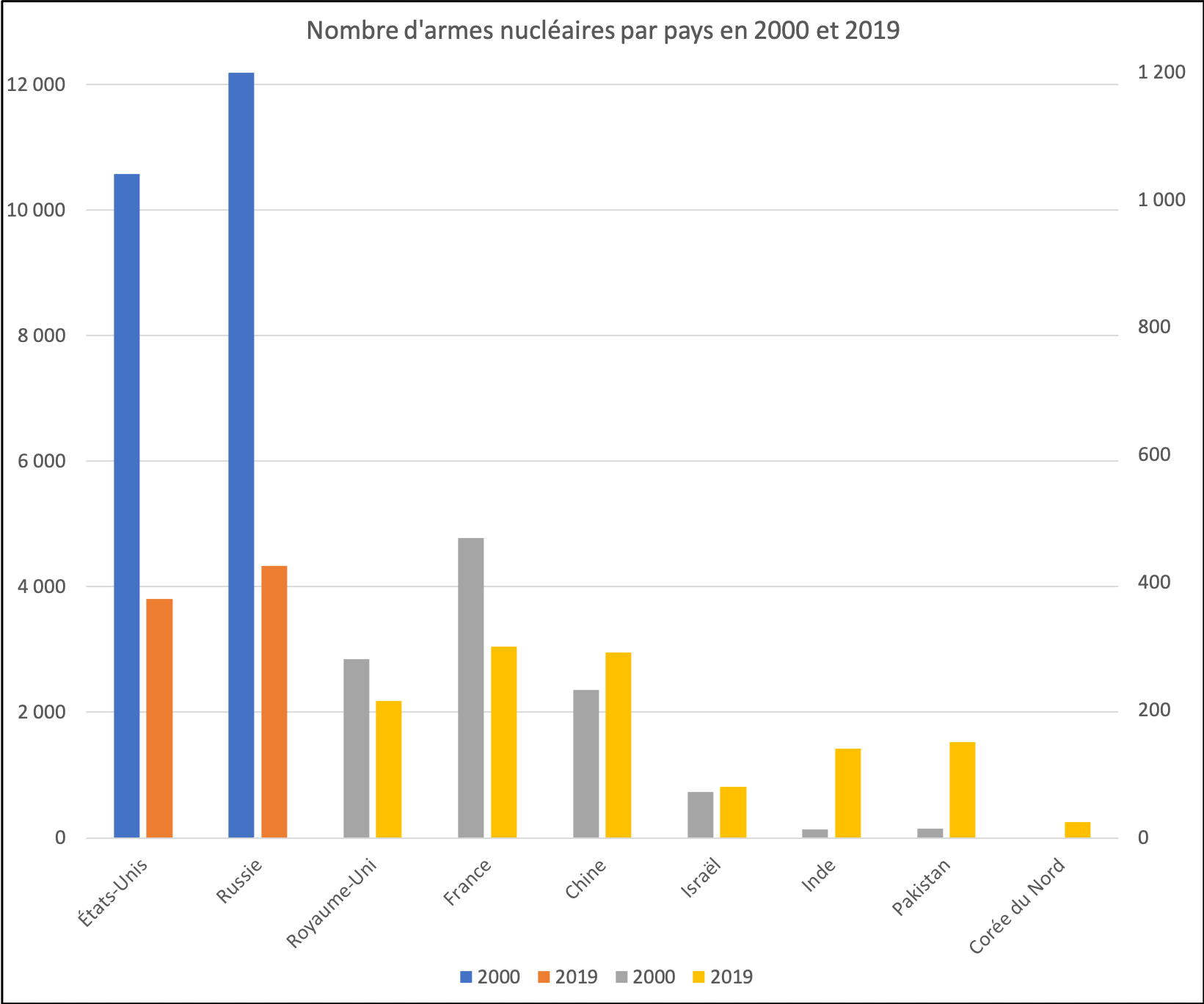
Nombre d'armes nucléaires par pays en 2000 et 2019
(Double échelle, à gauche pour les États-Unis et la Russie, à droite pour les autres puissances)

Sur les neuf États possédant l'arme nucléaire en 2020, cinq sont juridiquement reconnus comme « États dotés de l'arme nucléaire » par le Traité de non-prolifération nucléaire (TNP), trois, l'Inde, le Pakistan et Israël sont non-signataires du TNP, ce dernier n'en reconnaissant pas officiellement la possession, et un État, la Corée du Nord est signataire du TNP mais l'a dénoncé en 2003,.
En 2019, la Russie et les États-Unis possèdent toujours plus de 90 % des armes nucléaires du globe, bien qu'ils en aient démantelé un grand nombre depuis le pic atteint durant la guerre froide.

### Statut par pays

#### Chine
La Chine est le cinquième État à accéder au rang de puissance nucléaire, en procédant à son premier essai nucléaire en 1964.

#### Corée du Nord
La Corée du Nord est le neuvième État à accéder au rang de puissance nucléaire, en procédant à un premier essai nucléaire en 2006, qui est suivi de cinq autres essais entre 2009 et 2017. La Corée du Nord est le seul pays qui ait acquis l'arme nucléaire après avoir ratifié le TNP, qu'elle a toutefois dénoncé en 2003. Le nombre de têtes est estimé à environ 25 en 2018. L'absence d'information officielle ne permet pas de confirmer l'existence d'armes opérationnelles. Mais le pays mène un important programme de développement de missiles balistiques. En septembre 2017, les autorités nord-coréennes affirment avoir mené avec succès un test de bombe à hydrogène pouvant équiper un missile balistique intercontinental,.

#### États-Unis
Les États-Unis sont, en 1945, le premier État à faire exploser une bombe nucléaire. Depuis, ils ont assemblé environ 66 500 têtes nucléaires dont plus de 60 000 ont été démantelées. En 2019, le stock d'armes nucléaires des États-Unis compte environ 6 185 têtes dont 1 600 sont déployées opérationnellement au sein des forces stratégiques et 150 sont des armes dites tactiques déployées sur le sol européen dans six pays de l'OTAN,.
Après la dénonciation en 2002 du traité sur les défenses antimissiles (ABM) et en 2019 de celui portant sur les forces nucléaires intermédiaires (FNI), le seul traité encore en vigueur qui limite l'arsenal nucléaire américain est le traité New Start signé avec la Russie.

#### France
La France crée le Commissariat à l'énergie atomique dès 1945, mais ce n'est qu'en 1954 que le gouvernement de Pierre Mendès-France ouvre la voie au programme nucléaire militaire français, orientation confirmée en 1958 par Charles de Gaulle peu après son retour au pouvoir. Le premier essai nucléaire français, Gerboise bleue, est effectué en 1960 dans le Sahara algérien. Tous les gouvernements de la Cinquième République confirment successivement la possession d'une force de dissuasion nucléaire indépendante. La Revue stratégique de défense et de sécurité nationale 2017 réaffirme que « la dissuasion nucléaire demeure la clé de voûte de notre stratégie de défense ».
En 2019, la France dispose de 300 têtes nucléaires qui arment les 4 SNLE de la composante océanique et les Rafale de la composante aérienne. La Loi de programmation militaire 2019-2025 prévoit la modernisation de ces deux composantes.

#### Inde
L'Inde refuse de signer le TNP et réalise en 1974 son premier essai nucléaire, officiellement à but pacifique, mais largement motivé aussi par ses relations difficiles avec ses deux grands voisins, la Chine et le Pakistan. En 1998, l'Inde procède à cinq explosions atomiques et dispose aussi d'avions la dotant d'une capacité nucléaire opérationnelle,.
En 2018, l'Inde possède environ 130 têtes nucléaires ainsi que d'une cinquantaine d'avions et autant de missiles à courte ou moyenne portée à capacité nucléaire. L'Inde est aussi le seul État, en dehors des cinq puissances nucléaires historiques, à poursuivre un programme de construction de SNLE.

#### Israël
Sans accès à des sources israéliennes officielles, il est impossible de savoir exactement depuis quand Israël possède une arme nucléaire : les estimations vont de 1965 à 1968, la date la plus souvent citée est 1967. Les inspections conduites par les États-Unis en 1964 et 1965 sur le site de Dimona ne leur permettent pas de mettre en évidence l'existence d'un programme nucléaire militaire. Bien qu'Israël n'ait jamais reconnu publiquement l'existence de son programme nucléaire, certains observateurs estiment que le gouvernement israélien aurait envisagé un essai nucléaire pendant la guerre des Six Jours de 1967. Israël applique une politique d'opacité, ou en hébreu amimut, à l'égard de son programme nucléaire. Cette politique est partie intégrante de la stratégie de dissuasion d'Israël. Le sujet est devenu tabou dans la culture politique du pays et dans la population,,.
Les services de renseignement américains estiment le stock d'armes nucléaires à environ 80, même si Israël dispose d'une quantité de plutonium suffisante pour équiper 115 à 190 têtes nucléaires. Ces armes peuvent être délivrées par des avions F-15 et F-16 adaptés par les Israéliens et par des missiles balistiques à moyenne portée Jéricho de fabrication israélienne. Principales sources d'informations en l'absence de source officielle israélienne, les sites spécialisés NTI et Bulletin of the Atomic Scientists, ainsi qu'un article paru dans Der Spiegel en 2012, font aussi état de ce que les sous-marins de la Classe Dolphin acquis en Allemagne ont été équipés par les Israéliens de missiles de croisière à tête nucléaire,,,.

#### Pakistan
Fin 1971, la troisième guerre indo-pakistanaise s'achève par l'indépendance du Pakistan oriental sous le nom de Bangladesh. Cette défaite détermine les dirigeants pakistanais à obtenir la bombe atomique. Ils bénéficient du soutien occidental et chinois, tandis que l'Inde se rapproche de l'Union soviétique. Lorsque l'Inde fait exploser cinq bombes nucléaires du 11 au 13 mai 1998, le Pakistan réplique immédiatement par six essais entre le 28 et le 30 mai 1998, démontrant ainsi la maturité de son programme et que sa principale raison d'être est de dissuader l'Inde,.
La croissance du stock d'armes nucléaires se poursuit au rythme de 10 à 15 bombes par an. En 2018, le stock est d'environ 150 têtes nucléaires. Les vecteurs nucléaires du Pakistan sont une centaine de missiles à courte ou moyenne portée et d'une trentaine d'avions de type Mirage III/V et F-16.

#### Royaume-Uni
Privé en 1946 de l'aide américaine par l'Atomic Energy Act of 1946, le Royaume-Uni n'en poursuit pas moins sans délai son programme nucléaire. Il procède à son premier essai en 1952 et acquiert une capacité nucléaire opérationnelle en 1954 avec l'entrée en service des premiers bombardiers Valiant. À la fin des années 1970, le pays possède un stock de 500 bombes nucléaires mises en œuvre par la RAF et les SNLE Resolution de la Royal Navy. Après la guerre froide, le Royaume-Uni s'oriente vers une politique de stricte suffisance. Dans les années 2010, le pays possède 225 têtes nucléaires portées par ses seuls SNLE depuis le retrait de la composante aérienne,,.

#### URSS et Russie
Staline lance l'URSS dans la course aux armements nucléaires. Lancé début 1943, le programme nucléaire soviétique reçoit une priorité absolue à partir de 1945. Le premier essai d'une bombe A a lieu en 1949. En 1955, l'URSS possède 200 bombes nucléaires contre 2 400 aux États-Unis. Leur nombre s'envole à respectivement 12 000 et 26 000 en 1970. La parité stratégique avec les États-Unis est atteinte à la fin des années 1960 et les deux Grands s'entendent dans les années 1970 et 1980 pour limiter leurs armements stratégiques, à des niveaux toutefois très élevés. La Russie hérite fin 1991 de la plus grande partie du complexe militaro-industriel nucléaire de l'URSS. La Biélorussie, l'Ukraine et le Kazakhstan rendent les armes nucléaires présentes sur leurs territoires à la Russie après avoir accédé à l'indépendance.
Comme les États-Unis, elle poursuit la réduction de son arsenal nucléaire dans les années 1990 et 2000. En 2019, la Russie possède encore 6 500 armes nucléaires, dont 2 000 sont stockées en attente de démantèlement. Ses forces stratégiques comptent 1 550 têtes nucléaires déployées sur 300 missiles balistiques intercontinentaux (ICBM), 10 SNLE et plus de 50 bombardiers, conformément aux dispositions du traité New Start.

## Pays conduisant ou ayant conduit un programme nucléaire militaire

### Vue d'ensemble des pays concernés
| Pays & Programme | Statut | Année  | Année | Ratification | Ratification | Source |
| Pays & Programme | Statut | Début  | Arrêt | TNP          | ZEAN         | Source |
| ---------------- | ------ | ------ | ----- | ------------ | ------------ | ------ |
| Afrique du Sud   | ❌     | 1974   | 1991  | 1991         | Pelindaba    | [ 27 ] |
| RFA              | ❌     | 1956   | 1969  | 1975         |              | ,      |
| Arabie saoudite  | EC     | 2019 ? |       | 1988         |              | [ 74 ] |
| Argentine        | ❌     | 1978   | 1990  | 1995         | Tlatelolco   | ,      |
| Brésil           | ❌     | 1975   | 1990  | 1998         | Tlatelolco   | [ 77 ] |
| Corée du Sud     | ❌     | 1969   | 1981  | 1975         |              | [ 78 ] |
| Irak             | ❌     | 1970   | 1991  | 1969         |              | [ 79 ] |
| Iran             | EC     | 1984   |       | 1970         |              | [ 80 ] |
| Italie           | ❌     | 1955   | 1958  | 1975         |              | ,      |
| Libye            | ❌     | 1969   | 2003  | 1975         | Pelindaba    | [ 82 ] |
| Suède            | ❌     | 1945   | 1970  | 1970         |              | [ 20 ] |
| Suisse           | ❌     | 1945   | 1969  | 1977         |              | [ 83 ] |
| Syrie            | ❌     | 2000   | ?     | 1969         |              | [ 84 ] |
| Taïwan           | ❌     | 1967   | 1988  |              |              | [ 85 ] |
| Yougoslavie      | ❌     | 1949   | 1987  |              |              | [ 86 ] |

L'étude du Belfer Center publiée en 2017 sous le titre When Did (and Didn’t) States Proliferate?, recense les États qui à un moment ou à un autre depuis 1940 ont mené un programme nucléaire militaire, au moins au stade exploratoire. Selon cette étude, 31 États se sont lancés dans cette entreprise, 17 ont monté un programme en vue de fabriquer des armes nucléaires et 10 sont allés au bout de cette démarche.
Dans le tableau ci-contre figurent les huit États qui ont poussé loin leur programme nucléaire militaire : Afrique du Sud, Brésil, Corée du Sud, Iran, Irak, Libye, Syrie et Yougoslavie. Sept d'entre eux y ont renoncé, en revanche le programme de l'Iran est — avec la Corée du Nord — l'un des deux points chauds en 2020 de la prolifération nucléaire.
Ce tableau liste aussi six autres États dont le programme d'acquisition de l'arme nucléaire n'a pas dépassé le stade de la recherche, mais qui a joué un rôle important dans leur politique intérieure et extérieure : Allemagne de l'Ouest (RFA), Argentine, Italie, Suède, Suisse et Taïwan.
Enfin, l'Arabie saoudite figure dans cette liste car son intérêt pour le nucléaire alors que son grand rival au Moyen-Orient, l'Iran, pourrait acquérir l'arme nucléaire à un terme rapproché, suscite beaucoup d'interrogations depuis 2019.

### Programme par pays

#### Afrique du Sud
L'Afrique du Sud mène un important programme nucléaire civil en collaboration étroite avec les États-Unis depuis 1957. Elle lance en 1971 un projet d'explosion nucléaire civil pour emploi dans l'industrie minière, autorisé par l'article V du TNP, bien que sur le plan technique rien ne le distingue d'une explosion dans un dessein militaire. La décision est prise en 1974 d'orienter les recherches vers la fabrication d'armes nucléaires. En septembre 1979, un satellite Vela détecte une explosion nucléaire de faible puissance (2 à 4 kt) au large des côtes d'Afrique du Sud, dont Pretoria nie être l'auteur. Le pays assemble sa première bombe nucléaire complète en 1982 et en possède six en 1989.
Un cessez-le-feu entre l'Afrique du Sud, Cuba et l'Angola en août 1988 et le retrait des troupes sud-africaines de l'Angola conduisent à un accord tripartite entre ces nations, au retrait de 50 000 soldats cubains de l'Angola et à l'indépendance de la Namibie. L'amélioration de son environnement de sécurité joue un rôle déterminant dans la décision de l'Afrique du Sud de démanteler son programme d'armes nucléaires, effective en 1991. L'Afrique du Sud est le seul pays à avoir construit des armes nucléaires puis à les avoir démantelées volontairement.

#### Allemagne de l'Ouest
L'Allemagne de l'Ouest entreprend un vaste programme nucléaire de recherche et de production d'énergie au milieu des années 1950 et met en service un premier réacteur de recherche en 1957. Si elle n'entreprend pas de programme militaire proprement dit, elle dispose dans les années 1950 et 1960 de toutes les ressources nécessaires pour pouvoir emboiter le pas au Royaume-Uni et à la France dans la constitution d'une force nucléaire indépendante. Une partie de la classe politique allemande le souhaite, mais les États-Unis comme l'URSS y sont totalement opposés. En compensation, les États-Unis recherchent avec la RFA des solutions de partage nucléaire dans le cadre de l'OTAN qui butent sur le fait qu'in fine le contrôle des armes nucléaires reste toujours entre les mains des Américains quel que soit le schéma de partage envisagé. La RFA rejoint finalement le TNP en 1975,.

#### Arabie saoudite
L'Arabie saoudite ratifie le Traité sur la non-prolifération des armes nucléaires (TNP) en 1988. Elle ne possède en 2019 ni les infrastructures, ni les compétences technologiques pour développer par elle-même des armes nucléaires. Depuis 1999, elle soutient la création d'une ZEAN au Moyen-Orient.
Les Saoudiens considèrent l’Iran comme une menace existentielle. Reprenant des propos déjà tenus en 2011 par le prince saoudien Turki Al-Fayçal, le prince héritier Mohammed ben Salmane déclare en 2018 que « l'Arabie saoudite ne veut pas acquérir de bombe nucléaire, mais sans aucun doute, si l'Iran développe une bombe nucléaire, nous suivrons le mouvement dès que possible »,. Cette montée de la rivalité entre Ryad et Téhéran alimente les spéculations sur la façon dont l'Arabie saoudite réagirait au programme nucléaire de l'Iran. Les allégations, largement commentées dans les médias en 2015, selon lesquelles l'Arabie saoudite aurait un accord avec le Pakistan auprès de qui elle pourrait acquérir des armes nucléaires en contrepartie de son aide financière ne sont pas confirmées de source officielle,,.

#### Argentine
Durant les années 1960, l'Argentine entreprend un important programme nucléaire civil. En 1978, la dictature militaire décide de construire à la fois une usine de retraitement du plutonium et des installations d'enrichissement clandestin d'uranium dans une optique militaire. La guerre des Malouines précipite le retour en 1983 d'un régime démocratique qui replace tout le programme nucléaire entre les mains des autorités politiques civiles et lance un programme de mesures de confiance et de coopération avec son grand voisin et rival, le Brésil avec lequel des accords complets sont conclus en 1991 qui mettent fin à la rivalité nucléaire militaire entre les deux États. L'Agence brasilo-argentine pour la comptabilité et le contrôle des matières nucléaires (ABACC) est créée en vertu de l'accord entre l'Argentine et le Brésil pour l'utilisation exclusivement pacifique de l'énergie nucléaire. L'Argentine adopte alors une politique de soutien complet à la non-prolifération nucléaire,.

#### Brésil
Le Brésil mène entre 1975 et 1990 un important programme nucléaire civil, en parallèle duquel un programme nucléaire militaire est également conduit. Il n'existe pas de preuve que la décision de fabriquer une bombe ait été prise. À partir de 1983, les négociations avec l'Argentine prennent le pas sur les projets militaires qui sont finalement stoppés en 1990. Comme l'Argentine, le Brésil est signataire du Traité de Tlatelolco, du TNP et du Traité d'interdiction complète des essais nucléaires.
Le Brésil demeure l'un des rares pays au monde à contrôler l'intégralité du cycle de production et de traitement de l'uranium, et possède probablement le savoir-faire pour fabriquer des armes nucléaires. La Marine, historiquement en pointe sur les activités nucléaires et notamment d'enrichissement d'uranium, poursuit avec la participation de la France le développement d'un sous-marin à propulsion nucléaire, redevenu prioritaire depuis l'élection de Bolsonaro, faisant du Brésil le seul État non doté d'armes nucléaires à en développer,,.

#### Irak
En Irak, au début des années 1970, Saddam Hussein lance un programme d'armes nucléaires. En 1981, Israël bombarde le réacteur nucléaire irakien Osirak (Opération Opéra), attirant l'attention sur les ambitions nucléaires de Bagdad, mais aussi renforçant la détermination de Hussein à développer secrètement une capacité nucléaire. En 1991, l'Iraq a les plans d'une bombe A et un stock d'uranium hautement enrichi utilisable dans un réacteur de recherche. Après la défaite de l'Iraq dans la guerre du Golfe de 1991, l'AIEA entreprend des inspections et conclut en 1997 que le programme irakien est démantelé.
Pourtant, la capacité qu'aurait l'Irak à s'équiper d'armes nucléaires en quelques années est mise en avant par l'administration Bush pour justifier l'invasion de l'Irak en 2003. Mais un rapport officiel américain de 2004 conclut que Hussein a mis fin au programme d'armes nucléaires de l'Iraq après la guerre du Golfe en 1991 et n'a pas cherché à le redémarrer par la suite.

#### Iran
L'Iran, à l'époque dirigée par le Shah et proche allié des États-Unis, ratifie le TNP en 1970. En 1974 l'Iran entreprend un important programme nucléaire civil qui est arrêté après la révolution iranienne de 1979. Les dirigeants de la république islamique d'Iran relancent le programme en 1984. En 2003, l'AIEA alerte sur les activités d'enrichissement de l'uranium, et conclut en 2005 que l'Iran ne respecte pas l'accord de garanties qui les lie. En 2006, le Conseil de sécurité vote les premières sanctions contre l'Iran, suivies d'autres en 2008. Les cinq membres permanents du Conseil de sécurité et l'Allemagne, connu comme le P5+1, tentent depuis 2006 une approche négociée avec l'Iran qui aboutit en 2009 à un accord sur les activités d'enrichissement, qui n'est toutefois pas mis en œuvre. De nouvelles sanctions sont adoptées en 2010 par le Conseil de sécurité. En 2011, Les responsables du renseignement américain déclarent que l'Iran n'a pas encore décidé de développer des armes nucléaires, mais garde cette option ouverte en accélérant ses activités d'enrichissement, ce que l'AIEA confirme. Les États-Unis mettent en place en 2012 un embargo sur les importations de pétrole iranien,.
Les négociations s'intensifient entre le P5+1 et l'Iran qui parviennent à un accord provisoire en novembre 2013 prévoyant l'arrêt de l'enrichissement de l'uranium à 20 %, la réduction à 3,5 % de la moitié du stock d'uranium enrichi à 20 %, l'arrêt des travaux sur le réacteur à eau lourde Arak et des inspections plus détaillées et plus fréquentes de l'AIEA. Les négociations en vue d'un accord définitif reprennent et se concluent par l'adoption d'un Plan d'action global commun (PAGC) en juillet 2015, souvent identifié par son nom en anglais Joint Comprehensive Plan of Action (JCPoA). L'Iran respecte l'accord, mais poursuit les tests de missiles balistiques, vivement critiqués par les États-Unis, sans que cela interrompe la levée progressive des sanctions contre l'Iran. Durant la campagne électorale pour les présidentielles de 2016, Donald Trump parle du JCPoA comme le pire accord jamais négocié et s'engage à le renégocier. Bien que l'Iran continue de respecter les termes du JCPoA et que les Européens continuent d'en soutenir la mise en œuvre, les États-Unis se retirent de l'accord en 2018 et mettent en place de nouvelles sanctions très sévères qui pénalisent fortement l'économie et la population iraniennes. En 2019, l'Iran annonce qu'il ne respectera plus certaines dispositions du JCPoA,.

#### Italie
L'Italie entreprend un programme nucléaire civil ambitieux et, entre 1950 et 1975, un programme militaire concentré sur la propulsion nucléaire navale et le missile balistique alfa, mais limité sur la bombe, car les autorités politiques privilégient la voie de la participation très active aux plans nucléaires des États-Unis dans le cadre de l'OTAN, espérant se faire une place dans les processus de décision. La décision des États-Unis de conclure le TNP ruine les espoirs de l'Italie en ce qu'il crée sans ambiguïté deux catégories d'États, nucléaires (EDAN) et non-nucléaires (ENDAN), lui interdisant de se situer à mi-chemin des deux. Malgré les pressions américaines, l'Italie ne ratifie le TNP qu'en 1975, six ans après l'avoir signé,.

#### Libye
En 1968, le roi Idris Ier de Libye, pro-occidental, signe le TNP. Kadhafi, dont l'ascension au pouvoir en 1969 est en partie motivée par le ressentiment suscité par la défaite des Arabes en 1967 au cours de la guerre des Six Jours contre Israël, lance un programme nucléaire militaire peu de temps après avoir pris le pouvoir et adopté une position anti-israélienne ferme. Malgré ce dessein, la Libye ratifie le TNP en 1975. Son niveau scientifique limité conduit la Libye à chercher à acquérir auprès d'autres pays les ressources et les technologies d'enrichissement qui lui font défaut. Les progrès sont lents en raison du refus de la plupart des pays. La Libye réussit toutefois à obtenir l'aide du pakistanais Abdul Qadeer Khan et de quelques scientifiques européens pour maîtriser les techniques d'enrichissement de l'uranium et de fabrication d'une arme nucléaire. Au début des années 2000, le pays commence à enrichir de l'uranium.
En parallèle, Kadhafi a des contacts secrets depuis 1999 avec l'Ouest en vue de la levée des sanctions économiques qui frappent le pays. Il dénonce les attentats du 11 septembre 2001, puis en mars 2003, peu avant l'invasion de l'Irak par les Américains, il avertit les États-Unis et le Royaume-Uni de sa volonté d'arrêter son programme nucléaire. Fin 2003, après que des inspections sur place sont menées par ces deux pays, il annonce officiellement que la Libye se conformera dorénavant au TNP et aux exigences de contrôle par l'AIEA.

#### Suède
Dès 1945, la Suède entreprend un programme nucléaire dual, civil et militaire. Les recherches sont activement poursuivies durant les années 1950 et 1960, permettant à la Suède d'acquérir toutes les compétences requises pour fabriquer des armes nucléaires, sans que soient engagées les étapes concrètes de leur production. Le gouvernement décide entre 1965 et 1967 de renoncer à produire l'arme nucléaire en raison du rejet attendu de la part de la population et de son incohérence avec la politique extérieure de neutralité affichée. Les recherches sont progressivement stoppées entre 1967 et 1970, année de ratification du TNP.

#### Suisse
La Suisse, qui a préconisé de se doter d'un armement nucléaire, a construit des installations pour l'enrichissement de l'uranium, puis a pris des contacts avec l'état-major de l'armée française pour acquérir une arme nucléaire avant d'abandonner le projet au milieu des années 1960.

#### Syrie
La Syrie ratifie le TNP dès 1969. En 1976, elle déclare vouloir entreprendre un programme nucléaire civil sous contrôle de l'AIEA et étudie plusieurs projets, notamment avec l'URSS et la France, qui ne se concrétisent pas. La construction d'un réacteur de recherche par la Chine aboutit tout de même en 1996. Durant la première moitié des années 2000, les agences de renseignement américaines et israéliennes soupçonnent la Syrie de mener secrètement des recherches dans un but militaire. En 2007, Israël mène un raid aérien pour détruire une centrale en construction sur le site d'Al-Kibar près de Deir ez-Zor, capable de produire du plutonium en quantité suffisante pour la fabrication d'armes nucléaires. Malgré les dénégations syriennes, l'AIEA confirme en 2011 l'existence de ce site. En 2018, Israël publie des données détaillées admettant ainsi officiellement avoir mené ce raid. La guerre civile syrienne empêche toute vérification de l'AIEA depuis 2013, mais l'état du pays rend peu probable que le régime de Bachar el-Assad ait pu poursuivre un programme nucléaire sérieux,.

#### Taïwan
Taïwan n'est pas légalement considéré comme un État souverain par la plupart des pays ou des organisations internationales, y compris l'ONU, donc il ne peut pas participer aux traités internationaux de non-prolifération. Taïwan a par deux fois entrepris un programme secret de recherche nucléaire, entre 1967 et 1976 puis entre 1987 et 1988, auquel il est mis fin sous la pression des États-Unis : Taipei ne peut se passer de la garantie de Washington au maintien de l'indépendance de l'île qui en dépit des revendications de Pékin est une condition de survie.